# Xã Center, Quận Lake, Indiana
Xã Center (tiếng Anh: Center Township) là một xã thuộc quận Lake, tiểu bang Indiana, Hoa Kỳ. Năm 2010, dân số của xã này là 31.756 người.